# Флоріс II
Флоріс II Гладкий (нід. Floris II de Vette; 1080/1085 — 2 березня 1121) — граф Голландії в 1091—1121 роках. За час його панування почалося поступове підвищення рівня Північного моря, що призвело до утворення затоки Зейдерзе, яке в свою чергу призвело до відокремлення Східної Фризії.

## Життєпис
Походив з династії Герульфінгів. Єдиний син Дірка V, графа Західної Фризландії (Голландії), та Отельхільди Саксонської. За різними відомостями народився близько 1080, 1084 або 1085 року в Влаардінгені. 1091 року після смерті батька успадкував владу. Деякий час регенткою була його мати через молодий вік Флоріса II.
1101 року перебрав владу на себе, офіційно закріпивши титул як «граф Голландський», що підтвердив Буркгард фон Лехсгемюнд, єпископ Утрехту, з яким Флоріс II уклав мирний договір, завершивши тривале протистояння між Герульфінгами та Утрехтською єпархією. Невдовзі Флоріс II викупив Лейден з околицями.
Між 1108 та 1113 роками оженився з представницею Лотаринзького дому. Продовжив політику попередника щодо підтримки Папського престолу у боротьбі з імператорами Священної Римської імперії за інвеституру. Дружина Флоріса II навіть змінила своє ім'я на Петронілла, як ознаку вірності намісникові Св. Петра.
Водночас активно розвивав господарства графства, продовжуючи політику освоєння земель, сприяв видобутку торфу уздовж річок Рейн, Мервед, Лек і Маас. Разом з тим проводив мирну політику з сусідами. Усе це сприяло економічному піднесенню Голландії, наповненню графської скарбниці.
Помер 1121 року. Флорісу II спадкував старший син Дірк VI при регентстві його матері.

## Родина
Дружина — Гертруда (змінила на ім'я на Петронілла), донька Тьєррі II, герцога Верхньої Лотарингії.
Діти:
- Дірк (бл. 1110—1157), граф Голландії
- Флоріс (бл. 1115—1132),
- Симон, канонік Утрехтського собору
- Гедвіга (д/н—1132), черниця абатства в Рійнсбурзі